# Tatiana Lioznova
Tatiana Mihailovna Lioznova (în rusă Татьяна Михайловна Лиознова; născută Moiseevna, n. 20 iulie 1924, Moscova, URSS – d. 29 septembrie 2011, Moscova, Rusia) a fost o regizoare de film sovietică și rusă de origine evreiască, cel mai bine cunoscută pentru regia serialului TV 17 clipe ale unei primăveri (1973).
Lioznova a fost cunoscută ca o perfecționistă neobosită, care a filmat doar câteva filme, dar acest lucru nu a împiedicat-o să devină Artistă a Poporului din URSS în 1984. A lucrat la Studioul de Film M. Gorki.

## Biografie și carieră
S-a născut la 20 iulie 1924 la Moscova într-o familie de evrei. La începutul celui de-al Doilea Război Mondial, a fost evacuată la Sverdlovsk. Tatăl ei a murit pe front chiar la începutul războiului. După școală, a intrat la Institutul de Aviație din Moscova, dar după ce a studiat un semestru, a abandonat cursurile. În 1943 s-a înscris la Institutul de Cinematografie „Gherasimov” în atelierul de regie al lui Vsevolod Pudovkin⁠(d), dar acesta a refuzat cursul și a fost fuzionat cu atelierul de actorie al lui Serghei Gerasimov și Tamara Makarova, devenind primul atelier combinat.
În 1949, după absolvirea Institutului de Cinematografie „Gherasimov”, a fost repartizată la studioul de film M. Gorki  dar imediat a fost concediată, deoarece din 1947 s-a desfășurat o campanie generală „de combatere a cosmopolitismului fără rădăcini” cu caracter antisemit. A fost reangajată abia în 1953 la studioul de film M. Gorki, după ce, anterior, o perioadă s-a ocupat de teatru.
A debutat regizoral cu lungmetrajul Pamiat serdța (Память сердца, Memoria inimii, 1958), cu un scenariu de Serghei Gerasimov și Tamara Makarova (la al căror atelier de actorie  a participat la Institutul de Cinematografie „Gherasimov”).
Toate lungmetrajele Tatianei Lioznova – de la Trei plopi pe strada Plușiha (Три тополя на Плющихе, 1967), un film idol al anilor 1960, la ultimul ei film, Carnaval (Карнавал, 1981), – se disting prin narațiuni deschise, prim-planuri pătrunzătoare din punct de vedere psihologic și coloane muzicale emoționante.
Drama subtilă și emoționantă Trei plopi pe strada Plușiha (1967) este bazat pe povestirea „Trei plopi pe strada Șabolovka” de Alexandru Mihailovici Borșagovski. Interpretarea Tatianei Doronina⁠(d) și a lui Oleg Efremov este o capodoperă a actoriei. Această poveste a unei iubiri dintre taximetristul Sașa și Niura, o țărancă căsătorită, a câștigat inimile telespectatorilor ruși, la fel cum Casablanca lui Michael Curtiz a câștigat dragostea americanilor. Niura nu a experimentat niciodată dragostea și pune toată angoasa care îi chinuie inima într-un cântec numit „Tandrețe”.
Din 1975 până în 1980 a predat la Institutul de Cinematografie „Gherasimov”.
Carnaval a fost al nouălea cel mai popular film la box-office-ul din Uniunea Sovietică în 1982; a fost văzut de 30,4 milioane de telespectatori. În același an, pentru interpretarea sa principală, Irina Muraviova a fost recunoscută drept cea mai bună actriță conform rezultatelor unui sondaj al cititorilor revistei Sovetski ekran.
A fost cunoscută ca o perfecționistă neobosită, care a filmat doar câteva filme, dar acest lucru nu a împiedicat-o să devină Artistă a Poporului din URSS în 1984. A lucrat la Studioul de Film M. Gorki.
Lioznova a dedicat multe eforturi și mult timp predării. Printre studenții profesoarei Lioznova se numără o mulțime de cineaști cunoscuți astăzi.

## Viață personală
Lioznova nu a fost niciodată căsătorită, dar a adoptat o fiică, Liudmila Lisina, în anii 1960. Aceasta a fost fiica pilotului Vasili Petrovici Koloșenko.
Ea a murit la 29 septembrie 2011 la Moscova, la  88 de ani, după o lungă boală. Trupul a fost incinerat, iar urna cu cenușa a fost îngropată în a noua zi, în același mormânt cu mama ei din cimitirul Donskoi.

## Activitate politică
Lioznova este de origine evreiească și a fost membră a Comitetului anti-sionist al publicului sovietic (Антисионистский комитет советской общественности) din 1983 până la închiderea Comitetului în 1994.

## Filmografie
- Pamiat serdța (Память сердца, Memoria inimii, 1958)
- Evdochia (Евдокия, 1961)[20]
- Im pokoriația nebo (Им покоряется небо, Ei cuceresc cerurile, 1963)
- Rano utrom (Рано утром, Devreme dimineața, 1966)[21]
- Trei plopi pe Plușiha (Три тополя на Плющихе, 1967)
- 17 clipe ale unei primăveri (1973); mini-serie TV
- Mi, nijepodpisavșiesia (Мы, нижеподписавшиеся, film TV, 1981)
- Carnaval (1981)
- Koneț sveta s poslediușim simpoziumom (Конец света с последующим симпозиумом, Sfârșitul lumii urmat de un simpozion, 1986) - după piesa de teatru omonimă de Arthur Kopit⁠(d), End of the World with Symposium to Follow (1984), o investigație mordantă a cursei înarmărilor și a distrugerii nucleare.

## Onoruri și premii
- Ordinul de Merit pentru Patrie ;
  - Clasa a III-a (20 iulie 1999) - pentru contribuția remarcabilă la cinema
  - Clasa a IV-a (20 iulie 2009) - pentru contribuția remarcabilă la dezvoltarea artei interne a filmului și mulți ani de activitate creativă
- Ordinul de Onoare (9 martie 1996) - pentru serviciile aduse statului, mulți ani de muncă fructuoasă în arte și cultură
- Ordinul Steagul Roșu al Muncii
- Ordinul Prieteniei Popoarelor
- Ordinul Revoluției din octombrie (1982)
- Artist al poporului din URSS (1984)
- Artist al Poporului din RSFSR (1974)
- Artist onorat al RSFSR (1969)
- Premiul special al președintelui Federației Ruse „Pentru contribuția remarcabilă la dezvoltarea cinematografiei ruse” (12 iunie 2000)
- Premiul de stat al fraților Vasiliev RSFSR (1976) - pentru 17 clipe ale unei primăveri

## Omagiu
La 20 iulie 2020, Google a sărbătorit 96 de ani de la nașterea sa cu un Google Doodle⁠(d).